# Derinkuyu (unterirdische Stadt)

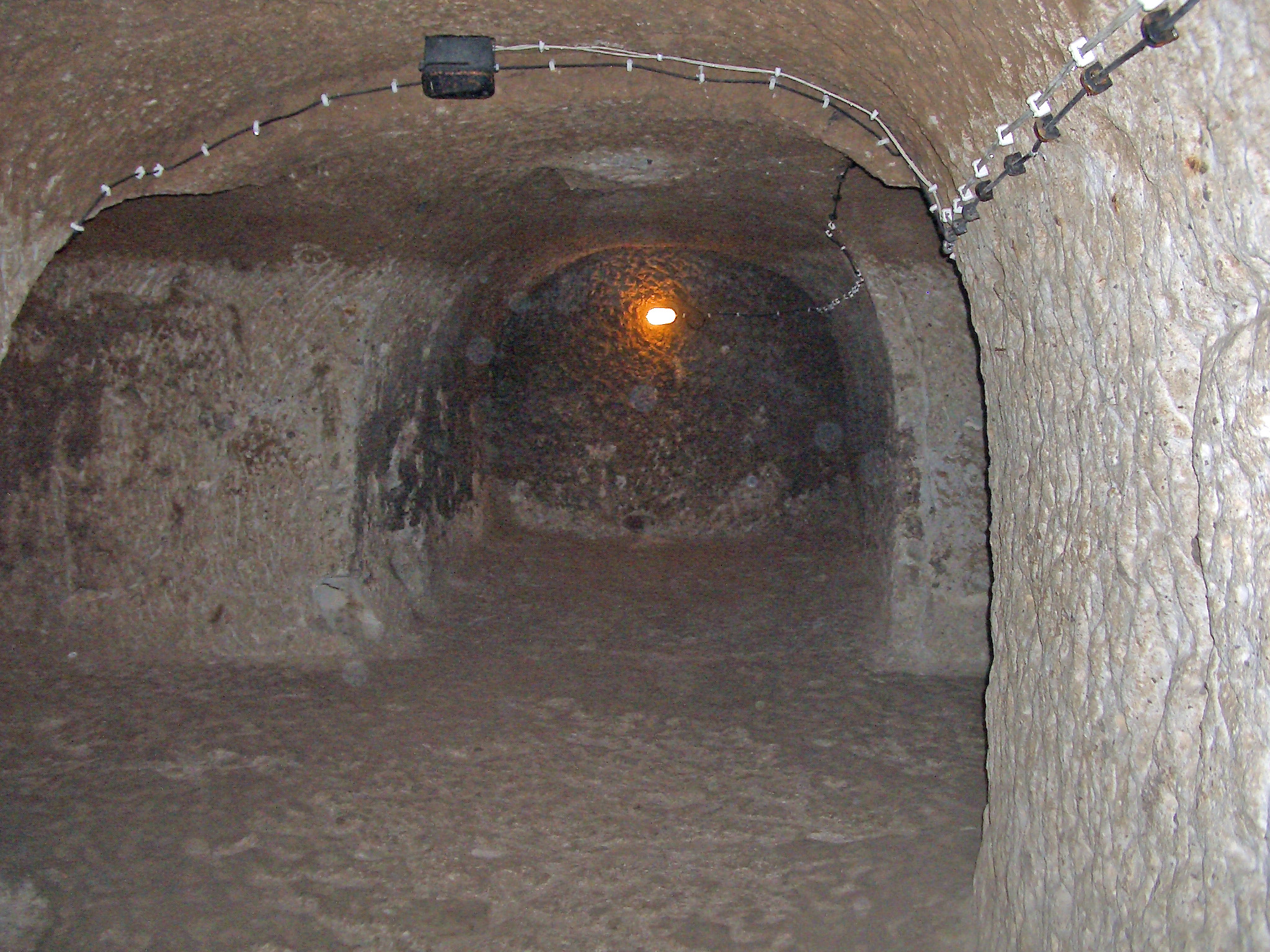
Kreuzförmige Kirche („Kleeblatt-Kirche“) im siebten Stock

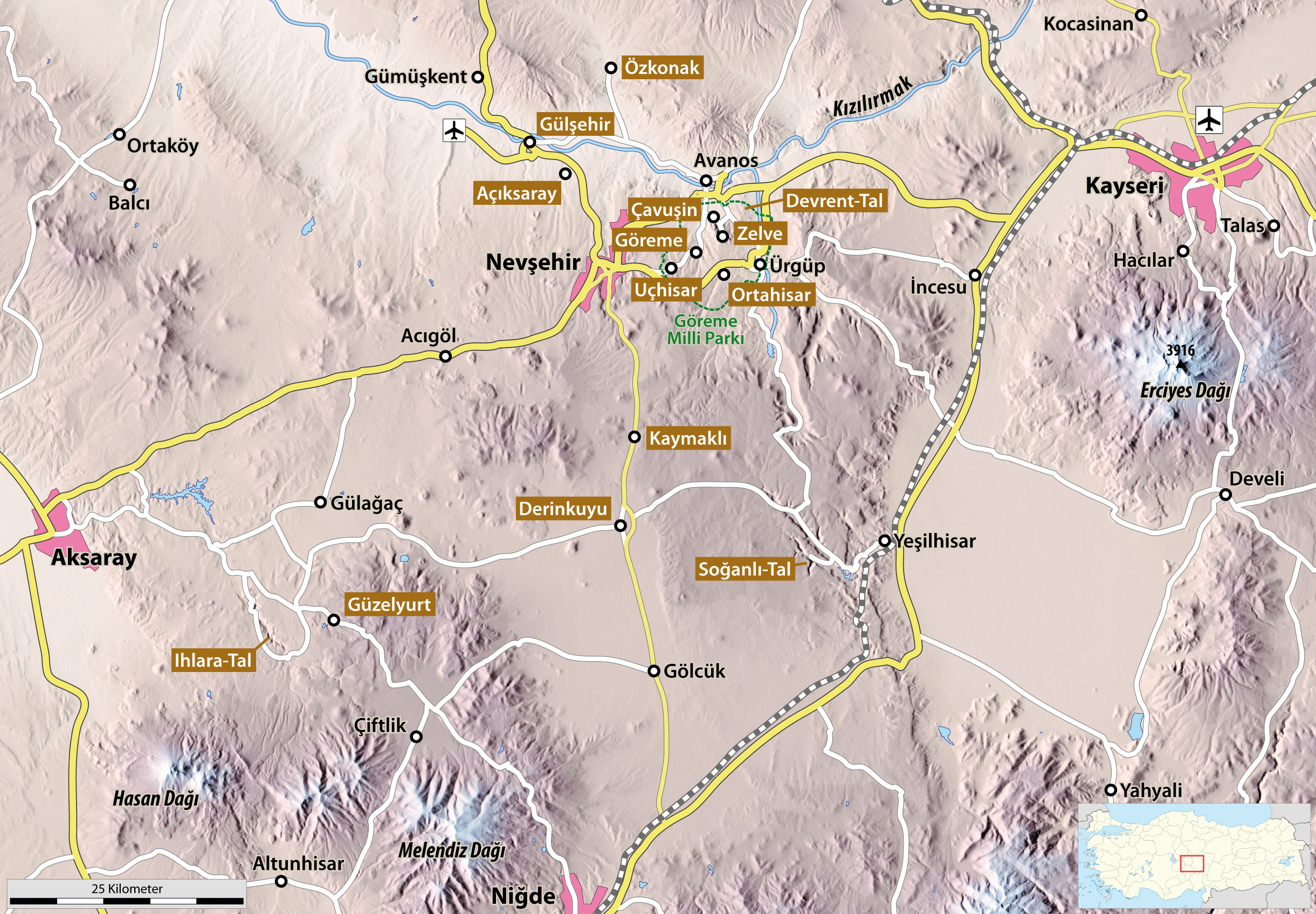
Derinkuyu und andere sehenswerte Orte in Kappadokien

Derinkuyu (türkisch für tiefer Brunnen/Schacht, früherer Name Malakopía,) ist neben Kaymaklı die berühmteste der unterirdischen Städte in Kappadokien und befindet sich im gleichnamigen Ort. Dieser liegt in der türkischen Provinz Nevşehir 29 Kilometer südlich der Provinzhauptstadt. Neben Derinkuyu werden in Kappadokien über 50 unterirdische Städte vermutet; 36 wurden bislang entdeckt, aber nur die wenigsten der Öffentlichkeit zugänglich gemacht. Derinkuyu ist dabei die größte zugängliche Anlage.

## Geschichte
Die Entstehungszeit dieser Städte und auch Derinkuyus ist umstritten. Manche Archäologen sehen in den Hethitern vor über 4000 Jahren die Erbauer. Andere vermuten, dass Christen die Städte zum Schutz vor Verfolgern angelegt hätten. Sicher ist, dass erst die christlichen Bewohner zwischen dem 6. und dem 10. Jahrhundert den Anlagen ihre heutige Form gaben.

## Beschreibung
Das Tunnelsystem wurde 1963 zufällig entdeckt. Seitdem wurden acht Stockwerke freigelegt, die freigelegten Räume haben insgesamt eine Fläche von 2500 Quadratmetern. Bereits im Jahre 1965 wurde die Anlage der Öffentlichkeit zugänglich gemacht; der tiefste zugängliche Punkt liegt 55 Meter unter der Oberfläche. Schätzungen zufolge ist nur ein Viertel der ursprünglichen Anlage freigelegt worden.
Die oberen Stockwerke waren vorwiegend als Wohn- und Schlafräume eingerichtet, aber auch eine Weinpresse und ein Klosterkomplex waren darin untergebracht. Haustiere wurden ebenfalls unterirdisch gehalten. In den unteren Stockwerken befanden sich Versammlungs- und Lagerräume sowie ein Kerker. Mehrere Räume in verschiedenen Stockwerken wurden höchstwahrscheinlich als Kirchen genutzt, darunter die sogenannte „Kleeblatt-Kirche“ im siebten Stockwerk, die in Form eines Kreuzes angelegt ist. Sie hat eine Länge von 25, eine Breite von zehn und eine Höhe von drei Metern. Die Schätzungen über die Zahl der Bewohner sind widersprüchlich und schwanken zwischen 3000 und 50.000. Es wird vermutet, dass Derinkuyu durch einen neun Kilometer langen Tunnel mit der unterirdischen Stadt im Nachbarort Kaymaklı verbunden war.
Die unterirdische Stadt konnte durch die sogenannten „Rollsteintüren“, die wie Mühlsteine aussehen, abgeriegelt werden. Diese wurden bei Gefahr von innen vor den Eingang gerollt und stellten von außen ein schwer überwindbares Hindernis dar. Die Kommunikation mit der Außenwelt konnte in solchen Zeiten über Schächte aufrechterhalten werden, die von den ersten beiden Etagen ins Freie führten. Diese waren drei bis vier Meter lang und wiesen einen Durchmesser von zehn Zentimetern auf.

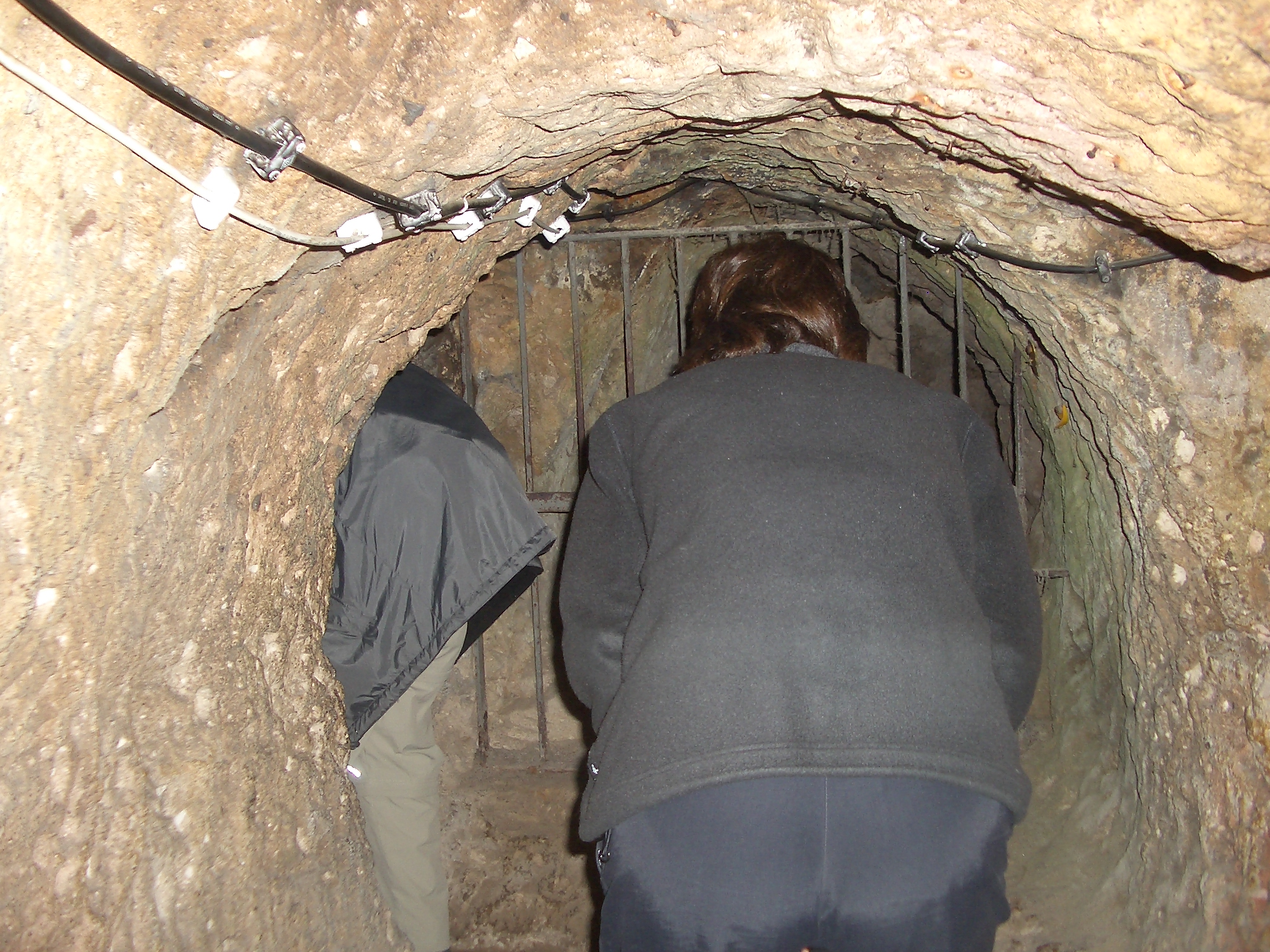
In den Gängen zwischen den Etagen

## Belüftungssystem
Ausgesprochen aufwendig und ausgefeilt wirkt das Belüftungssystem. Von der ersten unterirdischen Ebene sollen insgesamt über 15.000 Schächte nach oben geführt haben. In den unteren Etagen gibt es weniger, aber die Luftzirkulation funktioniert noch heute bis zum achten Stockwerk hinab. Das Belüftungssystem diente mit seinen 70 bis 85 Meter tiefen Schächten gleichzeitig dem Wassertransport. Noch bis kurz vor Entdeckung schöpfte die Bevölkerung Derinkuyus ihr Wasser aus diesen Brunnen, ohne das zugehörige Höhlensystem zu erahnen. Davon leitet sich auch der Name des Ortes ab, denn derin kuyu bedeutet im Türkischen „tiefer Brunnen“ oder „Schacht“.

## Gründe für die Anlage unterirdischer Städte
Die gängigste Theorie zur Motivation zur Anlage unterirdischer Städte in Kappadokien ist die Unterstellung eines Schutzbedürfnisses. So sollen beispielsweise Christen im Römischen Reich und vor den einfallenden Seldschuken Zuflucht gesucht und die unterirdischen Städte als gut getarnte Fluchtburgen verwendet haben. Darauf deuten auch die von außen kaum zu öffnenden Verschlusssteine hin.
Weit weniger spektakulär ist die Annahme, dass die Städte zum Schutz vor den extremen Klimabedingungen der Region angelegt wurden, denn die Winter sind kalt und schneereich, die Sommer heiß und trocken. Die unterirdischen Anlagen ermöglichten nach dieser Theorie die Lagerung der landwirtschaftlichen Erträge bei konstanter Temperatur und geschützt vor Nässe und Dieben.